# Ernest Peers
Ernest Peers (Brugge, 24 november 1804 – Oostkamp, 28 mei 1895) was een Belgisch volksvertegenwoordiger en landbouwdeskundige.

## Familie
Ernest Jean Charles Eugène Peers was de oudste zoon van Charles-Jean Peers (1761-1819) die advocaat en vervolgens griffier was bij de Raad van Vlaanderen, en die getrouwd was met Isabelle Dhont (1774-1862) die rijkdom in de familie bracht, door het erfdeel dat ze ontving van haar oom Charles-Jean Dhont de Nieuwburg.
Ernest trouwde in 1829 met Marie-Françoise Ducpétiaux (1806-1871), zus van Edouard Ducpétiaux, de bekende hervormer van de Belgische gevangenissen. Ze hadden twee dochters en een zoon. Hij werd vaak vernoemd als Peers-Ducpetiaux. Zijn broer, Irénée-Charles Peers was burgemeester van Waardamme.
In 1847 verkreeg hij opname in de adelstand met de titel van ridder. In 1852 verkreeg hij de titel van baron, overdraagbaar op de eerstgeborene.

## Levensloop
Ernest Peers was actief in de in 1846 opgerichte Liberale Partij. Hij werd dat jaar verkozen als provincieraadslid, tot in 1848. In 1857 werd hij opnieuw provincieraadslid, met de steun van katholieken en liberalen. Toen eerstgenoemden in 1880 hun steun opzegden, werd hij niet meer herkozen.
Van 1848 tot 1853 was Peers volksvertegenwoordiger.
In de jaren van de schoolstrijd (1879-1884) was hij weldoener van de katholieke scholen in Oostkamp. Hij was tegelijk bestuurslid van het comité voor het officieel onderwijs in Oostkamp en omliggende gemeenten.

## Landbouwdeskundige
Peers verwierf vooral bekendheid als specialist in allerhande aspecten van de landbouw, de veeteelt en het paardenfokken.
Hij was:
- directeur van de rijkspaardenstoeterij in Oostkamp (vanaf 1836)
- provinciaal inspecteur van de paardenfokkerij
- voorzitter van de provinciale landbouwcommissie (1859)
- ondervoorzitter van de landbouwcomice van Brugge (1868)
- lid van de Hoge raad voor de landbouw
- lid van de toezichtscommissie op het provinciaal laboratorium in Roeselare (1884)

## Andere activiteiten
- voorzitter van de Hervormingsschool in Ruiselede (1849)
- regeerder van de wateringen s' Heer Baselishoek en Kerkewatering in Oostkerke (1863)
- regeerder van den watering Eyensluis-Grootreygaertsvliet (1869)
- directeur van de Hazegrassluis (1865)

## Publicaties
- De l'efficacité du sel employé en agriculture, Brugge, 1847
- De l'emploi du sulfate de chaux en agriculture, Brugge, 1850
- Over het gebruik van den plaester in den landbouw, Brugge, 1850
- De la substitution du poids à la mesure en matière de vente des céréales, Brugge, 1853
- Quelques mots sur l'enseignement agricole en Belgique, Brugge, 1855
- Oiseaux de basse-cour. Des poules. Notices sur les oies, les canards, les pintades, les dindons, les pigeons, Brussel, 1865
- Hofgevogelte. Over de hoenders. Aentekeningen over de ganzen, de eenden, de perelhoenders, de kalkoenen, de duiven, Brussel, 1855
- De la culture perfectionnée du froment, Brussel, 1865
- De overdekte mesthopen of leerwijze om de stalmest te bewerken, 1856
- De la stabulation de l'espèce bovine, Brussel, 1858
- La race bovine de Jersey, Brugge, 1885